# Boke
Boké (tudi bokéh, angleško bokeh) je v fotografiji zabrisanost ali subjektivna estetska kakovost zabrisanosti v delih slike, ki so zunaj gorišča, oziroma način kako objektiv prikaže svetlobne točke zunaj gorišča. Razlike v aberaciji objektiva in oblika zaslonke povzročajo, da nekateri objektivi razmažejo sliko na način, ki je prijeten za oko, nekateri pa tvorijo zabrisane slike, ki so neprijetne ali odvračajoče. Zaradi tega ločimo »dobri« in »slabi« boke. Boke se pojavi v delih prizora, ki ležijo zunaj globinske ostrine. Fotografi včasih namensko uporabljajo tehniko plitkega gorišča za slike z izrazitimi deli zunaj gorišča.
Boke se največkrat vidi okrog majhnih točk ostre svetlobe v ozadju, kot so zrcalni odboji in svetlobni viri, zaradi česar je velikokrat povezan s takšnimi področji. Drugače pa ni omejen le na ostro svetlobo, saj se slika zabriše povsod kjer ni v gorišču.

## Izvor
Izraz boke izhaja iz japonske besede boke (暈け ali ボケ), kar pomeni lisa ali meglica, samostalniške oblike glagola bokeru (暈ける), zabrisati, zamazati, oziroma od boke-adži (ボケ味), kakovost zabrisanosti. Japonski izraz boke se rabi tudi v smislu mentalne zamegljenosti ali senilnosti.
Angleški zapis bokeh se je razširil leta 1997 v reviji Photo Techniques, ko je tedanji urednik Mike Johnston naročil tri članke o tej temi za izvod marec/april 1997. Spremenil je črkovanje in predlagal pravilno izgovorjavo angleško govorečim. Zapisal je: »Izgovarja se pravilno z bo kot pri bone, in ke kot pri Kenneth, z enakim poudarkom na obeh zlogih«. Zapis bokeh je zamenjal predhodni zapis boke, ki se je rabil vsaj od leta 1996, ko ga je predlagal tudi Merklinger.
Angleški izraz bokeh se je pojavil v knjigah o fotografiji vsaj od leta 1998.

## Opis
Čeprav se kakovost slike težko določi, jo nekateri objektivi izboljšujejo s pomočjo bolj subjektivno prijetnih območij zunaj gorišča. Dobri boke je posebej pomemben za objektive z veliko zaslonko, makroobjektive in dolge teleobjektive, saj je pri njih globinska ostrina majhna. Boke je pomemben tudi za srednje »portretne« teleobjektive (običajno 85-150 mm v formatu 35 mm), ker v portretni fotografiji fotograf običajno želi ohranjati majhno globinsko ostrino, da doseže nefokusirano ozadje in poudari osebo.
Značilnosti bokeja se lahko določijo s pregledom kroga raztrosa slike. V območjih zunaj gorišča, vsaka svetlobna točka postane slika zaslonke, v splošnem bolj ali manj okrogli disk. Odvisno od popravka objektiva za sferno aberacijo je lahko disk enakomerno osvetljen, svetlejši na robu ali svetlejši proti središču. Pri objektivih s slabo popravo sferne aberacije bo za točke zunaj gorišča pred goriščno ravnino ena vrsta diskov, za ravnino pa druga vrsta. To je dejansko lahko zaželeno, saj zabrisani krogi, ki so ob robu temnejši, tvorijo manj določene oblike, ki se gladko zlijejo z okoliško sliko. Podjetja, ki izdelujejo objektive, na primer Nikon in Canon, izdelujejo objektive z določenimi nadzori za spremembo upodobitve območij zunaj gorišča.
Oblika zaslonke močno vpliva na subjektivno kakovost bokeja. Za navadne konstrukcije objektivov (z lističastimi zaslonkami), ko je objektiv nastavljen skoraj na čisto odprto zaslonko (najmanjše zaslonsko število), so točke zunaj gorišča zabrisane v mnogokotniško obliko, ki jo povzročajo lističi zaslonke. To je najbolj vidno, ko v objektivu nastane boke z ostrimi robovi. Zaradi tega imajo nekateri objektivi več lističev pri zaslonki in/ali lističe z ukrivljenimi robovi, da je zaslonka bolj podobna krogu kot mnogokotniku. Tradicionalni »portretni« objektivi, kot so na primer »hitri« modeli z goriščno razdaljo 85 mm za fotoaparate formata 35 mm, imajo velikokrat skoraj krožne odprtine zaslonke. Takšna objektiva sta na primer Canon EF 85 mm f/1,2L II in Nikon 85 mm f/1,4D, ki veljata za izjemna. Na drugi strani pri katadioptičnih teleobjektivih boke spominja na kolobarjaste oblike, saj sekundarno zrcalo zastira osrednji del odprtine zaslonke. Nedavno so fotografi raziskali obliko bokeja s preprosto masko pred objektivom iz lepenke v obliki srca ali zvezde, ki jo naj bi imel tudi boke.
Za še posebej starejše Leica objektive trdijo, da so odlični v kakovosti bokeja, čeprav so Leica fotografi raje uporabljali večje odprtine zaslonk zaradi zmogljivosti objektivov ohranjanja dobre ostrine pri večjih odprtinah in ustreznosti sistema Leica fotoaparatov pri delu z razpoložljivo svetlobo. V tem smislu je potrebno več pokazateljev ali so oblikovalci Leica objektivov namerno poskušali izdelovati prijetni boke.
Objektiv Minolta/Sony STF 135 mm f/2,8 [T4,5]* (STF pomeni Smooth Transition Focus - gorišče z gladkim prehodom) je objektiv, ki je posebej skonstruiran za pridobivanje prijetnega bokeja. Za mehčanje zaslonkinega robu se uporablja apodizacijski filter, kar povzroča gladko defokusirano območje s postopno bledočimi krogi. Zaradi teh značilnosti je trenutno edini objetiv svoje vrste na tržišču.
Nedavno je raziskovalna skupina pri MIT Media Lab pokazala, da se lahko pojav bokeja uporabi pri neopazno majhnih črtnih kodah (bokodah). Z uporabo označevalcev velikosti do 3 mm z majhnimi objektivi nad njimi, je, če se označevalec gleda zunaj gorišča skozi običajni fotoapart nastavljen na neskončnost, slika dovolj velika, da se lahko preberejo podatki na črtni kodi.

## Emulacija
Boke se lahko simulira s konvolucijo slike z jedrom, ki odgovarja sliki s točkovnim virom zunaj gorišča, dobljeni z resničnim fotoaparatom. Difrakcija lahko spremeni dejansko obliko zabrisanosti. Nekateri grafični urejevalniki imajo za to filtre, po navadi se imenujejo »Lens Blur« (zabrisanost objektiva).
Za tvorjenje bokeja pri fotoaparatih z majhno zaslonko, kot so na primer digitalni kompaktni fotoaparati ali fotoaparati v prenosnih telefonih, so predlagali mehanski mehanizem, ki se imenuje destabilizacija. Pri tem se tako objektiv kot tipalo gibljeta, da ohranjata gorišče v eni goriščni ravnini, in defokusirata okolico. Trenutno na ta način nastaja boke le v eni osi.